# Rajd Rzeszowski 2021
30. MARMA Rajd Rzeszowski – 30 edycja Rajdu Rzeszowskiego. To rajd samochodowy, który był rozgrywany od 5 sierpnia do 7 sierpnia 2021 roku. Bazą rajdu było miasto Rzeszów. Była to czwarta runda rajdowych samochodowych mistrzostw Polski w roku 2021 i czwarta runda Rajdowych mistrzostwa Słowacji. W sezonie 2021 był to rajd pierwszej kategorii (tzw. dwuetapowy), gdzie punktacja w RSMP była następująca: od 25 punktów za zwycięstwo, plus punkty za dwa etapy rajdu i oddzielne punkty za odcinek Power Stage.
30. rajd Rzeszowski wygrał czeski zawodnik Erik Cais, który został szóstym zagranicznym zwycięzcą rajdu. Wyprzedził on o ponad szesnaście sekund Polaka, lidera cyklu RSMP, Mikołaja Marczyka. Na trzecim miejscu przyjechał, poobijany po wypadku na wcześniejszych testach, Grzegorz Grzyb, stracił on do zwycięzcy rajdu ponad dwie minuty.

## Lista zgłoszeń[2]
Poniższa lista spośród 83 zgłoszonych zawodników obejmuje tylko zawodników startujących w najwyższej klasie 2, samochodami grupy R5 i wybranych zawodników startujących w klasie Open.
| Nr. | Kierowca            | Pilot                 | Zespół                         | Samochód               | Klasa | Seria            |
| --- | ------------------- | --------------------- | ------------------------------ | ---------------------- | ----- | ---------------- |
| 1   | Mikołaj Marczyk     | Szymon Gospodarczyk   | Orlen Team                     | Škoda Fabia Rally2 evo | 2     | Poland           |
| 2   | Tomasz Kasperczyk   | Damian Syty           | Tiger Energy Drink Rallye Team | Volkswagen Polo GTI R5 | 2     | Poland, Slovakia |
| 3   | Łukasz Kotarba      | Tomasz Kotarba        | BTH Import Stal Rally Team     | Citroën C3 Rally2      | 2     | Poland           |
| 4   | Grzegorz Grzyb      | Michał Poradzisz      | Rufa Sport                     | Škoda Fabia Rally2 evo | 2     | Poland, Slovakia |
| 5   | Erik Cais           | Jindřiška Žáková      | Yacco ACCR Team                | Ford Fiesta Rally2     | 2     | Poland           |
| 6   | Teemu Asunmaa       | Marko Salminen        |                                | Škoda Fabia Rally2-Kit | 2     |                  |
| 7   | Igor Drotár         | Imrich Ferencz        | Drotár Autošport               | Škoda Fabia R5         | 2     | Slovakia         |
| 9   | Wojciech Chuchała   | Sebastian Rozwadowski | Marten Sport                   | Škoda Fabia Rally2 evo | 2     | Poland           |
| 10  | Adrian Chwietczuk   | Jarosław Baran        | Hołowczyc Racing               | Škoda Fabia Rally2 evo | 2     | Poland, Slovakia |
| 11  | Kacper Wróblewski   | Jakub Wróbel          |                                | Škoda Fabia Rally2 evo | 2     | Poland           |
| 12  | Sylwester Płachytka | Jacek Nowaczewski     |                                | Škoda Fabia Rally2 evo | 2     | Poland           |
| 14  | Zbigniew Gabryś     | Krzysztof Janik       | Rallytechnology                | Volkswagen Polo GTI R5 | 2     | Poland           |
| 15  | Maciej Lubiak       | Grzegorz Dachowski    |                                | Škoda Fabia Rally2 evo | 2     | Poland, Slovakia |
| 16  | Łukasz Kabaciński   | Michał Kuśnierz       | Proudcube Kabat Team           | Škoda Fabia Rally2 evo | 2     | Poland           |
| 17  | Jarosław Szeja      | Marcin Szeja          | Hyundai Poland Racing          | Hyundai i20 R5         | 2     | Poland           |
| 18  | Marek Nowak         | Adam Grzelka          |                                | Ford Fiesta R5         | 2     | Poland           |
| 19  | Jarosław Kołtun     | Ireneusz Pleskot      | Plon Rally Team                | Ford Fiesta Rally2     | 2     | Poland           |
| 20  | Sławomir Sawicki    | Robert Hundla         |                                | Škoda Fabia Rally2 evo | 2     | Slovakia         |

## Zwycięzcy odcinków specjalnych[3]
| Dzień      | Numer odcinka     | Nazwa odcinka | Długość           | Zwycięzca odcinka      | Samochód | Czas            | Lider rajdu |
| ---------- | ----------------- | ------------- | ----------------- | ---------------------- | -------- | --------------- | ----------- |
| 6 sierpnia |                   |               |                   |                        |          |                 |             |
| OS1        | Lubenia 1         | 12,10 km      | Mikołaj Marczyk   | Škoda Fabia Rally2 evo | 7:33,4   | Mikołaj Marczyk |             |
| OS2        | Gwoźnica 1        | 13,90 km      | Erik Cais         | Ford Fiesta Rally2     | 8:03,2   | Erik Cais       |             |
| OS3        | Lubenia 2         | 12,10 km      | Mikołaj Marczyk   | Škoda Fabia Rally2 evo | 7:35,0   | Mikołaj Marczyk |             |
| OS4        | Gwoźnica 2        | 13,90 km      | Erik Cais         | Ford Fiesta Rally2     | 8:07,1   | Erik Cais       |             |
| OS5        | Jodłowa 1         | 16,35 km      | Mikołaj Marczyk   | Škoda Fabia Rally2 evo | 10:14,4  | Erik Cais       |             |
| OS6        | Jodłowa 2         | 16,35 km      | Erik Cais         | Ford Fiesta Rally2     | 10:26,4  | Erik Cais       |             |
| 7 sierpnia |                   |               |                   |                        |          | Erik Cais       |             |
| OS7        | Pstrągowa 1       | 12,85 km      | Mikołaj Marczyk   | Škoda Fabia Rally2 evo | 7:06,6   | Erik Cais       |             |
| OS8        | Zagorzyce 1       | 20,25 km      | Erik Cais         | Ford Fiesta Rally2     | 11:09,7  | Erik Cais       |             |
| OS9        | Rzeszów           | 1,65 km       | Mikołaj Marczyk   | Škoda Fabia Rally2 evo | 1:31,1   | Erik Cais       |             |
| OS10       | Pstrągowa 2       | 12,85 km      | Kacper Wróblewski | Škoda Fabia Rally2 evo | 6:59,3   | Erik Cais       |             |
| OS11       | Łomża Power Stage | 20,25 km      | Erik Cais         | Ford Fiesta Rally2     | 11:04,1  | Erik Cais       |             |

### Wyniki etapu 1 w klasyfikacji RSMP (OS1–OS6)[4]
| Miejsce | Kierowca            | Pilot                 | Samochód               | Czas/Strata | Punkty |
| ------- | ------------------- | --------------------- | ---------------------- | ----------- | ------ |
| 1       | Erik Cais           | Jindřiška Žáková      | Ford Fiesta Rally2     | 52:14,7     | 5      |
| 2       | Mikołaj Marczyk     | Szymon Gospodarczyk   | Škoda Fabia Rally2 evo | +24,1       | 4      |
| 3       | Wojciech Chuchała   | Sebastian Rozwadowski | Škoda Fabia Rally2 evo | +1:11,9     | 3      |
| 4       | Sylwester Płachytka | Jacek Nowaczewski     | Škoda Fabia Rally2 evo | +1:46,5     | 2      |
| 5       | Grzegorz Grzyb      | Michał Poradzisz      | Škoda Fabia Rally2 evo | +1:47,5     | 1      |

### Wyniki etapu 2 w klasyfikacji RSMP (OS7–OS11)[5]
| Miejsce | Kierowca            | Pilot               | Samochód               | Czas/Strata | Punkty |
| ------- | ------------------- | ------------------- | ---------------------- | ----------- | ------ |
| 1       | Mikołaj Marczyk     | Szymon Gospodarczyk | Škoda Fabia Rally2 evo | 37:58,1     | 5      |
| 2       | Erik Cais           | Jindřiška Žáková    | Ford Fiesta Rally2     | +8,0        | 4      |
| 3       | Kacper Wróblewski   | Jakub Wróbel        | Škoda Fabia Rally2 evo | +10,7       | 3      |
| 4       | Grzegorz Grzyb      | Michał Poradzisz    | Škoda Fabia Rally2 evo | +21,8       | 2      |
| 5       | Sylwester Płachytka | Jacek Nowaczewski   | Škoda Fabia Rally2 evo | +51,8       | 1      |

### Power Stage – OS11[6]
| Miejsce | Kierowca          | Pilot               | Samochód               | Czas/strata | Punkty |
| ------- | ----------------- | ------------------- | ---------------------- | ----------- | ------ |
| 1       | Erik Cais         | Jindřiška Žáková    | Ford Fiesta Rally2     | 11:04,1     | 5      |
| 2       | Mikołaj Marczyk   | Szymon Gospodarczyk | Škoda Fabia Rally2 evo | +1,1        | 4      |
| 3       | Kacper Wróblewski | Jakub Wróbel        | Škoda Fabia Rally2 evo | +1,8        | 3      |
| 4       | Grzegorz Grzyb    | Michał Poradzisz    | Škoda Fabia Rally2 evo | +4,1        | 2      |
| 5       | Tomasz Kasperczyk | Damian Syty         | Volkswagen Polo GTI R5 | +11,0       | 1      |

## Wyniki końcowe rajdu[7]
W Rajdzie rzeszowskim 2021 jako rajdzie pierwszej kategorii, prowadzona była dodatkowa klasyfikacja każdego etapu rajdu (punkty bonusowe), w wyniku której zostały przyznane punkty (niezależnie od frekwencji w danej klasyfikacji),
zgodnie z tabelą:
| Miejsce | 1 | 2 | 3 | 4 | 5 |
| Punkty  | 5 | 4 | 3 | 2 | 1 |

W klasyfikacji RSMP dodatkowe punkty przyznawane są za odcinek Power Stage.
| Miejsce | Kierowca            | Pilot                 | Samochód                 | Czas      | Strata   | Grupa | Punkty |
| ------- | ------------------- | --------------------- | ------------------------ | --------- | -------- | ----- | ------ |
| 1       | Erik Cais           | Jindřiška Žáková      | Ford Fiesta Rally2       | 1:30:20,8 | –        | 2     | 30+14  |
| 2       | Mikołaj Marczyk     | Szymon Gospodarczyk   | Škoda Fabia Rally2 evo   | 1:30:36,9 | +16,1    | 2     | 24+13  |
| 3       | Grzegorz Grzyb      | Michał Poradzisz      | Škoda Fabia Rally2 evo   | 1:32:22,1 | +2:01,3  | 2     | 21+5   |
| 4       | Kacper Wróblewski   | Jakub Wróbel          | Škoda Fabia Rally2 evo   | 1:32:32,5 | +2:11,7  | 2     | 19+6   |
| 5       | Sylwester Płachytka | Jacek Nowaczewski     | Škoda Fabia Rally2 evo   | 1:32:56,1 | +2:35,3  | 2     | 17+3   |
| 6       | Tomasz Kasperczyk   | Damian Syty           | Volkswagen Polo GTI R5   | 1:33:11,6 | +2:50,8  | 2     | 15+1   |
| 7       | Łukasz Kabaciński   | Michał Kuśnierz       | Škoda Fabia Rally2 evo   | 1:35:24,4 | +5:03,6  | 2     | 13     |
| 8       | Maciej Lubiak       | Grzegorz Dachowski    | Škoda Fabia Rally2 evo   | 1:35:48,3 | +5:27,5  | 2     | 11     |
| 9       | Zbigniew Gabryś     | Krzysztof Janik       | Volkswagen Polo GTI R5   | 1:36:00,5 | +5:39,7  | 2     | 9      |
| 10      | Łukasz Byśkiniewicz | Zbigniew Cieślar      | Ford Fiesta Rally3       | 1:36:54,3 | +6:33,5  | 3     | 7      |
| 11      | Jarosław Kołtun     | Ireneusz Pleskot      | Ford Fiesta Rally2       | 1:38:40,2 | +8:19,4  | 2     | 5      |
| 12      | Adam Sroka          | Patryk Kielar         | Peugeot 208 Rally4       | 1:39:47,9 | +9:27,1  | 4     | 4      |
| 13      | Mārtiņš Sesks       | Renars Francis        | Ford Fiesta Rally4       | 1:40:03,3 | +9:42,5  | ERT 2 | *      |
| 14      | Jakub Brzeziński    | Dariusz Burkat        | Ford Fiesta Rally4       | 1:40:23,2 | +10:02,4 | 4     | 3      |
| 15      | Tomáš Kukučka       | Peter Vejačka         | Mitsubishi Lancer Evo VI | 1:41:37,1 | +11:16,3 | 11    | *      |
| 16      | René Dohnal         | Roman Švec            | Peugeot 208 Rally4       | 1:41:53,2 | +11:32,4 | 5     | *      |
| 17      | Błażej Gazda        | Maciej Mikuliszyn     | Peugeot 208 R2           | 1:44:48,4 | +14:27,6 | 4     | 2      |
| 18      | Paweł Hankiewicz    | Jarosław Hryniuk      | Opel Corsa Rally4        | 1:45:44,6 | +15:23,8 | 4     | 1      |
|         |                     |                       |                          |           |          |       |        |
| NU      | Wojciech Chuchała   | Sebastian Rozwadowski | Škoda Fabia Rally2 evo   |           |          | 2     | 0+3    |

1. 1 2 3  Nieliczony w klasyfikacji RSMP

## Klasyfikacja kierowców RSMP po 4 rundach
Punkty otrzymuje 15 pierwszych zawodników, którzy ukończą rajd według klucza:
| Miejsce | 1  | 2  | 3  | 4  | 5  | 6  | 7  | 8  | 9 | 10 | 11 | 12 | 13 | 14 | 15 |
| Punkty  | 30 | 24 | 21 | 19 | 17 | 15 | 13 | 11 | 9 | 7  | 5  | 4  | 3  | 2  | 1  |

Dodatkowe punkty zawodnicy zdobywają za ostatni odcinek specjalny zwany Power Stage, punktowany: za zwycięstwo – 5, drugie miejsce – 4, trzecie – 3, czwarte – 2 i piąte – 1 punkt.
| Miejsce | 1 | 2 | 3 | 4 | 5 |
| Punkty  | 5 | 4 | 3 | 2 | 1 |

Dodatkowo w rajdach pierwszej kategorii (tzw. rajdach dwuetapowych) – wyróżnionych kursywą, pierwsza piątka w klasyfikacji generalnej każdego etapu zdobywa punkty w takim samym stosunku jak w przypadku punktacji Power Stage. W tabeli uwzględniono miejsce, które zajął zawodnik w poszczególnym rajdzie, a w indeksie górnym umieszczono liczbę punktów uzyskanych na ostatnim, dodatkowo punktowanym odcinku specjalnym tzw. Power Stage oraz dodatkowe punkty za wygranie etapów rajdu.
| Poz. | Kierowca            | Żmudzi | Polski | Nadwiślański | Rzeszowski | Śląska | Świdnicki | Koszyc | Suma punktów |
| ---- | ------------------- | ------ | ------ | ------------ | ---------- | ------ | --------- | ------ | ------------ |
| 1    | Mikołaj Marczyk     | 15     | 15+5   | 15           | 24+9       |        |           |        | 147          |
| 2    | Tomasz Kasperczyk   | 5      | 52+3   | 24           | 61         |        |           |        | 83           |
| 3    | Wojciech Chuchała   | 31     | 24+4   | 3            | NU3        |        |           |        | 81           |
| 4    | Adrian Chwietczuk   | 23     | 43+6   | 7            | NU         |        |           |        | 68           |
| 5    | Kacper Wróblewski   | 4      | 211+1  | 52           | 43+3       |        |           |        | 65           |
| 6    | Grzegorz Grzyb      | 154    | 35+5   | NU           | 32+3       |        |           |        | 62           |
| 7    | Sylwester Płachytka | 8      | 9      | 4            | 53         |        |           |        | 59           |
| 8    | Erik Cais           |        |        |              | 15+9       |        |           |        | 44           |
| 9    | Łukasz Kotarba      | 7      | 71     | 81           | NU         |        |           |        | 39           |
| 10   | Maciej Lubiak       | 11     | NU     | 6            | 8          |        |           |        | 31           |
| 11   | Zbigniew Gabryś     | 9      | 8      | 14           | 9          |        |           |        | 31           |
| 12   | Łukasz Kabaciński   | 10     | NU     | 9            | 7          |        |           |        | 29           |
| 13   | Łukasz Byśkiniewicz | 16     | 11     | 10           | 10         |        |           |        | 19           |
| 14   | Jacek Jurecki       | 62     |        | 37           |            |        |           |        | 17           |
| 15   | Jarosław Szeja      | NU     | 6      | NU           | NU         |        |           |        | 15           |
| 16   | Radosław Typa       | 22     | 10     | 12           | NU         |        |           |        | 11           |
| 17   | Jarosław Kołtun     | NU     | NU     | 13           | 11         |        |           |        | 8            |
| 18   | Jakub Brzeziński    | 17     | 12     | 17           | 13         |        |           |        | 7            |
| 19   | Jacek Sobczak       |        |        | 11           | 19         |        |           |        | 5            |
| 20   | Adam Sroka          | 18     | 15     | NU           | 12         |        |           |        | 5            |
| 21   | Marek Nowak         | 12     | 28     |              | NU         |        |           |        | 4            |
| 22   | Krzysztof Bubik     | 13     | 16     | 15           | NU         |        |           |        | 4            |
| 23   | Kamil Bolek         | 24     | 13     | 24           | 37         |        |           |        | 3            |
| 24   | Błażej Gazda        | 23     | 18     | 25           | 14         |        |           |        | 2            |
| 25   | Igor Widłak         | NU     | 14     |              |            |        |           |        | 2            |
| 26   | Daniel Chwist       | 14     |        |              |            |        |           |        | 2            |
| 27   | Paweł Hankiewicz    |        |        |              | 15         |        |           |        | 1            |
| Poz. | Kierowca            | Żmudzi | Polski | Nadwiślański | Rzeszowski | Śląska | Świdnicki | Koszyc | Suma punktów |